# Салиев, Пулат Маджидович
Булат Маджидович Салиев (тат. Булат Мәҗит улы Салиев; 7 (15) мая 1882, с. Татарская Башмаковка Зацаревская волость Астраханская губерния — 4 октября 1938) — советский востоковед, тюрколог-историк первой половины XX века.

## Биография
Родился в 1882 году в селе Татарская Башмаковка Зацаревской волости Астраханской губении. По национальности татарин. Учился в Астраханском медресе Низамия, затем в медресе Мухаммадия Казани и в медресе Галия, в Уфе.
С 1907 года в Туркестане. Основал в кишлаке Ягалбай (ныне Ташкентская область) новометодную школу. С 1911 учительствовал в Ташкенте. В 1917 члены Временного совета Народного собрания Туркестанской (Кокандской) автономии.
Главный редактор газеты «Ил байрагы» («Народное Знамя»), выходившей на татарском и узбекском языках. Одновременно сотрудничал с газетой «Иль» и журналом «Шура».
В советскую эпоху один из пионеров исторической науки в Узбекистане. Организатор первого народного университета и нескольких школ в Коканде (1918).
Организатор (1919-20) и первый директор Узбинпроса.
С 1922 председатель Научного совета Народного назирата просвещения Бухарской Народной Советской Республики. Ред. ж. «Маариф» в Бухаре (1923-24).
С 1924 учился в Москве. Владел татарским, узбекским, персидским, арабским языками.
Преподавал в Самаркандском педагогическом институте. Совместно с В. Л. Вяткиным добился создания в 1929 в Узбекской педагогической академии (Самарканд) науч.-метод. кабинета истории Средней Азии.
Участвовал в экспедициях по сбору рукописей и документальных материалов. В 1932-33 работал в УзбНИИ истории революции и парт. строительства при ЦК КП Узбекистана в Ташкенте.
Активно участвовал в подготовке капитального труда по истории Узбекистана с древнейших времен до современности. В 1935 возглавил первую в истории Средней Азии кафедру истории Средней Азии в УзбГУ. В 1936 возглавлял секцию истории Узбекистана в К-те наук УзбССР.

### Репрессии и реабилитация
13 октября 1937 арестован по сфабрикованному обвинению. В 1938 году расстрелян сотрудниками НКВД. Реабилитирован в 1956 году.